# Multi-paradigma
Un llenguatge de programació multiparadigma és el que suporta més d'un paradigma de programació. Segons ho descriu Bjarne Stroustrup, permeten crear “programes utilitzant més d'un estil de programació”.
L'objectiu en el disseny d'aquests llenguatges és permetre als programadors utilitzar el millor paradigma per a cada treball, admetent que cap resol tots els problemes de la forma més fàcil i eficient possible.
Per exemple, llenguatges de programació com a C++, Genie, Delphi, Visual Basic o PHP, combinen el paradigma imperatiu amb l'orientació a objectes. Fins i tot existeixen llenguatges multiparadigma que permeten la mescla de manera natural, com en el cas de Oz, que té subconjunts (particularitat dels llenguatges lògics), i altres característiques pròpies de llenguatges de programació funcional i d'orientació a objectes. Un altre exemple són els llenguatges com Scheme (paradigma funcional) o Prolog (paradigma lògic), que compten amb estructures repetitives, pròpies del paradigma imperatiu.

## Paradigmes de programació
- En el núvol
- Imperativa
- Lògica
- Funcional
- Declarativa
- Estructurada
- Dirigida per esdeveniments
- Modular
- Orientada a aspectes
- Orientada a objectes
- Amb restriccions
- A nivell funcional (John Backus)
- A nivell de valors (John Backus)
- Esotèric